# Camila Caram
Camila Caram est une joueuse de hockey sur gazon chilienne évoluant au poste de défenseure au Prince of Wales Country Club et avec l'équipe nationale chilienne.

## Biographie
- Naissance le 22 avril 1989 au Chili.
- Sœur ainée de Daniela Caram, également internationale chilienne.

## Carrière
Elle a été appelée et a fait ses débuts en équipe première en 2006.

## Palmarès
- : 2e aux Jeux sud-américains en 2014
- : 2e à la Coupe d'Amérique en 2017[2]
- : 2e à la Coupe d'Amérique en 2022
- : 3e aux Jeux panaméricains en 2011
- : 3e aux Jeux sud-américains en 2018[3]